# Diglochis terteriani
Diglochis terteriani är en stekelart som beskrevs av Dzhanokmen 1979. Diglochis terteriani ingår i släktet Diglochis och familjen puppglanssteklar.
Artens utbredningsområde är:
- Armenien.
- Uzbekistan.

Inga underarter finns listade i Catalogue of Life.